# Duell vor Sumatra
Duell vor Sumatra ist ein marinehistorischer Roman von Patrick O’Brian. Das englische Original H.M.S. Surprise wurde 1973 erstmals im Vereinigten Königreich (Collins) und den USA (J. B. Lippincott  Co.) veröffentlicht, die deutsche Übersetzung von Jutta Wannenmacher erschien ab 1997 zunächst bei Knaur, ab 2001 im Ullstein Verlag. Seit 2024 gibt es eine deutsche Neuauflage beim Kampa Verlag. Es ist der dritte Band der Aubrey-Maturin-Serie.

## Inhalt
Aubrey und Maturin hatten im (Buch zuvor) einen spanischen Goldtransport gekapert, der Erste Seelord entscheidet jedoch nun, dass die Beute der Krone anheimfällt und die Seemänner kein Prisengeld bekommen. Schlimmer noch, Maturins Name wird öffentlich genannt. Sir Joseph Blaine, Leiter des Marinenachrichtendienstes ist entsetzt, soll Maturin doch auf geheime Mission nach Spanien. Jack Aubrey hat derweil ein Interimskommando und verrichtet eintönigen Blockadedienst vor Toulon. Seine Verlobte Sophia kann er aufgrund seiner Schulden ohnehin nicht heiraten.
Auf dem Weg nach Gibraltar um das Schiff wieder dem Stammkapitän zu übergeben, überfällt er Port-Vendres und erbeutet dabei ein Kanonenboot. Das leistet ihm kurz darauf gute Dienste, denn er soll Maturin von Menorca abholen. Das ist inzwischen durch den Frieden von Amiens wieder spanisch. Maturin war dort jedoch von französischen Soldaten gefasst, verhört und gefoltert worden. Dank seiner Ortskenntnis (Band 1) kann Aubrey seinen Freund befreien. Kaum in England angekommen landet er allerdings im Schuldturm.
Durch Intervention von Sir Joseph kommt er frei, um die HMS Surprise zu übernehmen. Er soll zusammen mit Maturin den Sondergesandten Stanhope auf die Malaiische Halbinsel bringen. Nördlich des Äquators driftet das Schiff in den Kalmen ab und erreicht so die Sankt-Peter-und-Sankt-Pauls-Felsen. Maturin nutzt das zu einer wissenschaftlichen Erkundung. Ein plötzlich aufziehender Sturm beschädigt die Surprise, und der junge Offizier, der Maturin begleitet hat, ertrinkt.
Aubrey entscheidet daraufhin, die nahe brasilianische Küste anzulaufen, zumal sich unter der Mannschaft erste Anzeichen von Skorbut zeigen. Maturin kann hier erstmals die neue Welt betreten und nutzt den Aufenthalt für erste Entdeckungstouren. Repariert und mit frischen Lebensmitteln versorgt, legt die Surprise einen kurzen Stopp in Rio ein, um Post zu tauschen. Hier erfährt Aubrey, dass er durch die jüngste Entscheidung des Prisengerichts endlich schuldenfrei ist. Danach segelt die Surprise Richtung Osten. Da Kapstadt inzwischen wieder den mit Napoleon verbündeten Niederländern gehört, umrundet Aubrey das Kap weit südlich. In antarktischen Gewässern gerät die Surprise in einen schweren Sturm. Schwer beschädigt müht sie sich nach Bombay, wo Aubrey das Schiff reparieren lässt. Während sich der gesundheitlich angeschlagene Stanhope an Land erholt, nutzt Maturin die Zeit um Land und Leute kennenzulernen. Er wird begleitet und unterstützt von der kaum zehnjährigen Dil. Er trifft sogar auf seine große Liebe Diana Villiers, die hier mit ihrem Gönner, dem verheirateten Kaufmann Canning, lebt. Maturin macht ihr einen Antrag, den sie später bei einem Zwischenstopp der Surprise in Kalkutta beantworten will. Kurz vor der Weiterfahrt wird Dil wegen der Silberarmreifen, die Maturin ihr geschenkt hat, ermordet. Frustriert kehrt er an Bord zurück.
Der Zustand Stanhopes verschlechtert sich auf See wieder rapide, sodass er noch vor Erreichen der Sundastraße verstirbt. Aubrey macht daraufhin kehrt. Auf dem Weg nach Kalkutta begegnet man zunächst der Chinaflotte der Ostindischen Handelskompanie und trifft dann auf das Geschwader des französischen Admirals Linois, der offensichtlich auf der Suche nach den englischen Handelsschiffen ist.  Der Versuch, Linois auf eine falsche Fährte zu locken, scheitert. Aubrey „maskiert“ daraufhin einige Ostindienfahrer als Kriegsschiffe und nimmt mit ihnen den Kampf auf. Sein Kalkül, verstärkt das Rigg der Franzosen zu beschießen, weil sie so weit entfernt der Heimat womöglich knapp an Ersatzteilen sind, geht auf. Linois bricht den Kampf schließlich ab und zieht sich zurück.
Wieder einmal schwer beschädigt läuft die Surprise Kalkutta an. Die Kompanie lässt es sich nicht nehmen, Aubreys Schiff wieder vollständig auszurüsten. Der trifft erstmals auf Canning, der ihm anbietet, wertvolle Juwelen nach England zu transportieren, um Aubrey mit dem üblichen Frachtbonus für seinen Einsatz zu belohnen. Aubrey nimmt gerne an.
Auch Diana Villiers ist nach Kalkutta gereist. Sie lehnt Maturins Antrag ab. Als Canning hinzukommt, ohrfeigt er Maturin, der ihn daraufhin zum Duell fordert. Obwohl Maturin es vermeiden wollte, stirbt Canning dabei. Maturin selbst wird schwer verletzt. Mit Hilfe seines Assistenten und Aubreys entfernt er sich die Kugel selbst. Er überzeugt Diana, mit einem Kompanieschiff nach England zurückzureisen, und Aubrey, an Sophia zu schreiben, dass sie ihn in Madeira erwarten solle, um endlich zu heiraten.
Maturin leidet noch lange an Fieber, sein Zustand bessert sich erst, als er bei einem Zwischenstopp auf einem Atoll im Indischen Ozean, wo Aubrey astronomische Messungen zum Venusdurchgang durchführt, eine neue Schildkrötenart entdeckt. Er benennt sie nach Aubrey.
Der Stopp in Funchal endet mit einer Enttäuschung für die Freunde. Sophia ist nicht da, Diana hat sich mit einem Amerikaner verlobt und ist mit ihm nach Nordamerika abgereist. Wieder auf See trifft die Surprise jedoch auf das Schiff von Aubreys altem Freund Dundas. Er hat Sophia an Bord, die Aubrey sofort nach ihrer Rückkehr nach England heiraten will.

## Auftretende Personen

### Fiktive Personen
- Captain Jack Aubrey
- Dr. Stephen Maturin
- Sophia Williams, Jacks Verlobte
- Diana Villiers, Sophias Kusine
- Sir Joseph Blaine; Leiter des Marinenachrichtendienstes
- Mr Simmons, Mr Randall, Lord Garron, Mr Fielding, Mr Dashwood; Leutnants der Lively
- Mr Hervey, Mr Stourton, Mr Nicolls, Mr Pullings, Mr Babbington; Leutnants der Surprise
- Barret Bonden, Aubreys Bootssteuerer
- Preserved Killick, Aubreys Steward
- Mr Stanhope, designierter Botschafter beim Sultan von Kampong
- Dil; indisches Mädchen, das Maturin durch Bombay führt
- Richard Canning; verheirateter britisch-jüdischer Kaufmann, Gönner und Beschützer Dianas in Indien

### Historisch verbürgte Personen
- Charles-Alexandre Léon Durand Linois, französischer Admiral
- George Heneage Dundas, Kapitän der Royal Navy

## Hintergrund
O’Brians Roman knüpft unmittelbar an das Vorgängerbuch Feindliche Segel an. Wieder verzichtet er auf eine genaue Zeitangabe. Aus dem historischen Zusammenhang wird jedoch klar, dass die Handlung nach dem Frieden von Amiens spielt (1802). Auch in diesem Buch hat er das reale Geschehen aufgegriffen und in seine Romanhandlung eingearbeitet. Das beschriebene Gefecht zwischen dem Geschwader von Admiral Charles-Alexandre Linois und einem britischen Verband hat wie beschrieben am 14. und 15. Februar 1804 stattgefunden (Schlacht von Pulo Aura). Damit durchbricht O’Brian jedoch innerhalb seines Gesamtwerks die reale Chronologie der Ereignisse, denn im vorhergehenden Band waren seine Protagonisten Teilnehmer des Seegefechts bei Kap Santa Maria, das sich tatsächlich im Oktober 1804 ereignete.

### Ausgaben
- H.M.S. Surprise, HarperCollins, 2002, ISBN 978-0006499176
- Duell vor Sumatra: Das dritte Abenteuer für Aubrey und Maturin, Kampa, 2024, ISBN 978-3311100829
- Hörbuch: Duell vor Sumatra: Die Jack-Aubrey-Serie 3, gelesen von Johannes Steck, Kübler Verlag, 2018

### Weiterführende Literatur
- Harbors and High Seas: Map Book and Geographical Guide to the Aubrey/Maturin Novels of Patrick O'Brian, Dean King; Henry Holt & Co, 2000; ISBN 978-0805066142; englischsprachiger Führer durch die komplette Aubrey-Maturin-Reihe